# Varvara Yákovleva (política)
Varvara Nikoláievna Yákovleva (ruso: Варвара Николаевна Яковлева) (Moscú, Imperio Ruso, </ref> 7 de diciembrejul./ 19 de diciembre de 1884greg. – Oriol, Unión Soviética, 11 de septiembre de 1941 o 21 de diciembre de 1944) fue una política comunista rusa, dirigente del Partido Bolchevique y ministra de Finanzas de la República Socialista Federativa Soviética de Rusia. Apoyó a la Oposición de izquierda de León Trotski frente al estalinismo. Fue condenada a veinte años de prisión en 1938 acusada de pertenecer a «organizaciones terroristas de distracción». Fue ejecutada en la Prisión Central de Oriol el 11 de septiembre de 1941 o el 21 de diciembre de 1944.

## Biografía
Varvara Yákovleva nació en una familia de clase media en Moscú en 1884 y se unió al Partido Obrero Socialdemócrata de Rusia a los veinte años de edad, vinculándose a su facción bolchevique. En 1917 fue elegida miembro candidato del Comité Central del partido. Tomó las actas de la reunión del CC que fijó la fecha para la Revolución de Octubre de 1917. Desde marzo de 1918 fue miembro de la dirección del NKVD y trabajó en la Cheka de Moscú. En octubre de 1918 se opuso a firmar la paz con los alemanes, por lo que era considerada comunista de izquierda. Desde enero de 1919, como dirigente de la Comisaría del Pueblo de Abastecimientos, lideró las requisas de alimentos llevadas a cabo en esa época. Fue conocida por su severidad en esa materia.
En 1922 fue nombrada ministra en funciones de Educación de la RSFS de Rusia y en 1929, ministra de Finanzas. Yákovleva se posicionó a favor de la posición política de Nikolái Bujarin sobre los sindicatos en 1920-1921. En 1923 firmó la Declaración de los 46 junto a otros cuarenta y cinco dirigentes bolcheviques, apoyando el intento de Trotski de reformar el Partido Comunista de la Unión Soviética.

## Prisión y muerte
Tras el tercer juicio de Moscú en 1937, fue detenida y acusada de formar parte de un grupo terrorista. Fue condenada a veinte años de prisión y, tras el comienzo de la Segunda Guerra Mundial, ejecutada por orden de Lavrenti Beria en la Prisión Central de Oriol. Diferentes fuentes recogen la fecha de su fallecimiento en 1941 o en 1944.
Fue rehabilitada en 1958.

## Familia
Estuvo casada con el astrónomo y revolucionario Pável Shtérnberg (1865—1920).